# Kleinblittersdorf
Kleinblittersdorf (im örtlichen Dialekt Blidderschd(r)o(r)f/Kläänblidaschd(r)o(r)f, (das r wechselt die Position), frz. Le petit Blidestroff  /Kleinbliederstroff) ist eine Gemeinde im Südosten des Regionalverbands Saarbrücken im Saarland.

## Geographie
Kleinblittersdorf liegt im äußersten Südosten des Regionalverbandes. Geographisch liegt der Ort an der Saar im Biosphärenreservat Bliesgau. Über die Saar führt die Freundschaftsbrücke nach Frankreich in den Ort Großblittersdorf (französisch Grosbliederstroff).

### Gemeindegliederung
Ortsteile:
- Auersmacher
- Bliesransbach
- Kleinblittersdorf
- Rilchingen-Hanweiler
- Sitterswald

### Nachbargemeinden
Kleinblittersdorf grenzt an folgende Gemeinden (im Uhrzeigersinn, beginnend im Norden): Saarbrücken und Mandelbachtal (Saarpfalz-Kreis); die weiteren Gemeinden Blies-Guersviller, Saargemünd und Großblittersdorf liegen in Frankreich.

### Klima

Niederschlagsdiagramm

Der Jahresniederschlag beträgt 991 mm und liegt damit im oberen Drittel der von den Messstellen des Deutschen Wetterdienstes erfassten Werte. Über 84 % zeigen niedrigere Werte an. Der trockenste Monat ist der April; am meisten regnet es im Dezember. Im niederschlagsreichsten Monat fällt etwa 1,5-mal mehr Regen als im trockensten Monat. Die jahreszeitlichen Niederschlagsschwankungen liegen im unteren Drittel. In 30 % aller Orte schwankt der monatliche Niederschlag weniger.

## Geschichte
Groß- und Kleinblittersdorf waren in Mittelalter und früher Neuzeit lediglich zwei an gegenüberliegenden Ufern der Saar gelegene Teile des im Jahr 777 als Besitztum des Abtes Fulrad von St. Denis erstmals urkundlich erwähnten lothringischen Ortes Bliederstorff. Es liegt der germanische Personenname Blidhari zugrunde. Die Ortsnamen waren im frühen Mittelalter Blit(t)haria villa, im 13. Jahrhundert Bliederstroff bzw. Bliderstorff. Die Präfixe Groß- bzw. Klein- für die beiden Ortsteile tauchten erstmals Ende des 16. Jahrhunderts auf: Grossblietersdorff (1594), Blidertorf-le-Grand (1756), Blidestroff-le-Gros (1779); sie waren lediglich ein Indikator für die unterschiedliche Einwohnerzahl. Heute haben sich die Verhältnisse umgekehrt: 2006 zählte das aufgrund einer Kommunalreform allerdings auch flächenmäßig gewachsene Kleinblittersdorf 12.850 Einwohner, Grosbliederstroff hingegen nur 3330 (1999), von denen etwa ein Fünftel die deutsche Staatsangehörigkeit besitzt.
Kleinblittersdorf kam mit Lothringen 1766 an Frankreich und durch einen Gebietstausch 1781 in den Besitz der Grafen von der Leyen. Nachdem ab 1792 die vorrückenden Revolutionstruppen die alten Feudalherren vertrieben hatten, gehörten beide Teile zum französischen Saardepartement. Nach den Napoleonischen Kriegen verlief die Geschichte der beiden Orte Klein- und Großblittersdorf wiederum getrennt. Kleinblittersdorf kam nun zur preußischen Rheinprovinz, was in der Grenzkonvention zwischen Preußen und Frankreich am 11. Juni 1827 durch Frankreich anerkannt wurde. Nach dem Deutsch-Französischen Krieg kam auch Großblittersdorf ab 1871 mit dem Reichsland Elsaß-Lothringen zum Deutschen Reich. Ab 1919 war Großblittersdorf wieder eine Gemeinde in Frankreich, während Kleinblittersdorf infolge des Versailler Vertrags im französisch kontrollierten, vom Völkerbund verwalteten Saargebiet lag und ab 1935 nach der Saarabstimmung an das Deutsche Reich kam. Von 1940 bis zum Ende des Zweiten Weltkriegs wieder gemeinsam im deutschen Herrschaftsbereich gelegen, folgte bis 1956 – wie schon von 1919 bis 1935 – erneut eine Zeit, in der beide Orte unter französischem Einfluss standen: Großblittersdorf – mittlerweile in Grosbliederstroff umbenannt – als Gemeinde im Département Moselle, Kleinblittersdorf im teilautonomen Saarland, das infolge eines weiteren Plebiszites im Jahre 1955 aufgrund des Saarvertrages zum 1. Januar 1957 als zehntes Bundesland in die Bundesrepublik Deutschland eingegliedert wurde.
Es handelt sich somit um einen geteilten Ort.

### Eingemeindungen
Am 1. Januar 1974 wurden die bisher selbständigen Gemeinden Auersmacher, Bliesransbach, Rilchingen-Hanweiler und Sitterswald eingegliedert.

### Einwohnerentwicklung
Im Jahr 1618 gab es in Kleinblittersdorf 48 Haushaltungen, 1663 aber, 15 Jahre nach dem Ende des Dreißigjährigen Kriegs, waren es nur noch sechs Haushalte.
Die Zahlen gelten für den rechts der Saar gelegenen Ortsteil und ab dem 1. Januar 1974, nach der Neugliederung, für alle fünf Ortsteile der Großgemeinde.
| Kleinblittersdorf: Einwohnerzahlen von 1848 bis 2024           | Kleinblittersdorf: Einwohnerzahlen von 1848 bis 2024 | Kleinblittersdorf: Einwohnerzahlen von 1848 bis 2024 | Kleinblittersdorf: Einwohnerzahlen von 1848 bis 2024 | Kleinblittersdorf: Einwohnerzahlen von 1848 bis 2024 |
| -------------------------------------------------------------- | ---------------------------------------------------- | ---------------------------------------------------- | ---------------------------------------------------- | ---------------------------------------------------- |
| Jahr                                                           |                                                      |                                                      |                                                      | Einwohner                                            |
| 1848                                                           | 1848                                                 |                                                      | 856                                                  | 856                                                  |
| 1855                                                           | 1855                                                 |                                                      | 2.144                                                | 2.144                                                |
| 1867                                                           | 1867                                                 |                                                      | 2.318                                                | 2.318                                                |
| 1880                                                           | 1880                                                 |                                                      | 2.680                                                | 2.680                                                |
| 1900                                                           | 1900                                                 |                                                      | 3.154                                                | 3.154                                                |
| 1922                                                           | 1922                                                 |                                                      | 4.870                                                | 4.870                                                |
| 1929                                                           | 1929                                                 |                                                      | 6.656                                                | 6.656                                                |
| 1961                                                           | 1961                                                 |                                                      | 3.694                                                | 3.694                                                |
| 1970                                                           | 1970                                                 |                                                      | 3.843                                                | 3.843                                                |
| 1987                                                           | 1987                                                 |                                                      | 12.567                                               | 12.567                                               |
| 2006                                                           | 2006                                                 |                                                      | 12.850                                               | 12.850                                               |
| 2011                                                           | 2011                                                 |                                                      | 11.396                                               | 11.396                                               |
| 2018                                                           | 2018                                                 |                                                      | 10.885                                               | 10.885                                               |
| 2024                                                           | 2024                                                 |                                                      | 10.856                                               | 10.856                                               |
| Quelle(n): 1848 1929 1961 – 1970 1987 Anm.: Gebietsreform 1974 |                                                      |                                                      |                                                      |                                                      |

## Politik

### Gemeinderat
Die Kommunalwahl am 9. Juni 2024 führte zu folgender Verteilung der 33 Sitze im Gemeinderat:
- SPD: 10 Sitze (±0)
- CDU: 8 Sitze (-4)
- GRÜNE: 2 Sitze (-2)
- FDP: 1 Sitz (-1)
- Wählbar Kleinblittersdorf: 12 Sitze (+8)
- LINKE: k. A. (-1)

### Bürgermeister
- 1694–1705: Jean-Etienne von Hausen
- 1802–1816: Peter von Hausen[11]
- um 1848: Richard Klein[6]
- BM Günther (1919–??)
- 1. Januar 1941 bis 31. Juli 1946: Paul Kolb (Amtsbürgermeister)[12]
- 6. April 1949 bis 27. Januar 1950 (†): Heinrich Metzger, SPS[13]
- 5. Februar 1950 bis 5. Juni 1956: Karl Brettar, SPS[13]
- 6. Juni 1956 bis 1. Juni 1960: „Willi“ Grün
- 1968 bis 1973 Robert Jeanrond
- 1973 bis 1987 Gerhard Küster
- 1987 bis 1992 Robert Jeanrond
- bis 2001: Günther Brettar, SPD
- seit 2001 bis 30. April 2020: Stephan Strichertz, parteilos (Wiederwahl 2009)
- 1. Mai 2020: Rainer Lang, SPD

### Wappen
Blasonierung: „Geteilt von Gold und Blau, oben ein gestümmelter roter Adler, unten ein silberner Pfahl, begleitet rechts von einer schräggestellten goldenen Wolfsangel mit stumpfen Enden und zwei Mittelsprossen, links von einer schräggestellten goldenen Wolfsangel mit stumpfen Enden und einer Mittelsprosse, und belegt mit einem roten Brand.“

### Partnerschaften
Kleinblittersdorf unterhält Jumelages mit den französischen Gemeinden Grosbliederstroff (jenseits der Saar) und Sucé-sur-Erdre im Département Loire-Atlantique. Letztere wurde vor der Eingemeindung von Bliesransbach geschlossen.

## Verkehr

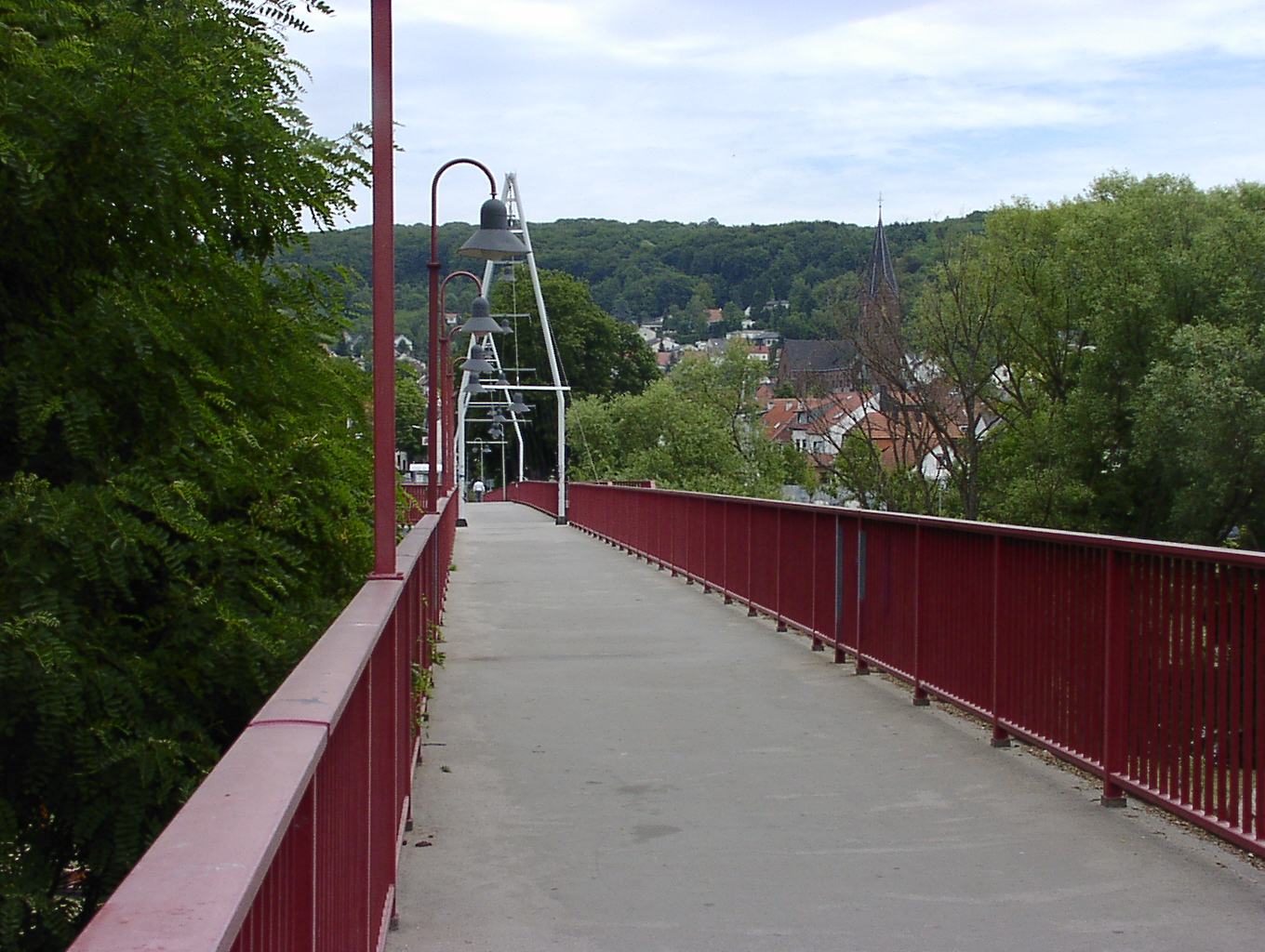
Freundschaftsbrücke von 1993

Kleinblittersdorf ist durch die Saarbahn auf dem Schienenweg mit Saarbrücken verbunden. Die Stadtbahn-Linie S1 verkehrt vom Bahnhof Kleinblittersdorf aus tagsüber alle 15 Minuten in das Stadtzentrum von Saarbrücken (ansonsten alle 30 Minuten), die Ortsteile Auersmacher und Hanweiler werden alle 30 (bzw. in Abend- und Nachtstunden alle 60) Minuten angefahren. Kleinblittersdorf liegt an der Bahnstrecke Saarbrücken–Sarreguemines. Zudem verfügen alle Ortsteile der Gemeinde über ein Netz von Bushaltestellen, die von zwei Linien (147, 501) des Unternehmens Saar-Pfalz Bus und einer Linie (R14) von Baron Reisen bedient werden, die als Verbindung nach Homburg (Saar), als Zubringer zur Saarbahn und als Verbindung innerhalb der Ortsteile dient.
Eine Fußgängerbrücke, die Freundschaftsbrücke, verbindet Kleinblittersdorf mit dem lothringischen Grosbliederstroff. Für den Kraftverkehr besteht die kürzeste Verbindung über die Abt-Fulrad-Brücke.

## Öffentliche Einrichtungen
In Kleinblittersdorfer gibt es ein Hallen- und Freibad. Im Hinblick auf den maroden Zustand und den hohen Investitionsbedarf hat der Gemeinderat Ende 2012 die Stilllegung des Hallenbades beschlossen; das Freibad mit einer Grünanlage ist im Sommer jedoch weiterhin geöffnet.
Im Ort befinden sich zwei Regionale Radiosender. Es gibt einen Sender für elektronische Musik der JBM Studios Radio heißt. Der zweite Sender spielt Schlager und heißt Radio Schlagerparadies.
Im Bildungsbereich werden im Ort eine Grundschule und eine Gemeinschaftsschule sowie eine Bücherei unterhalten.

## Kultur und Sehenswürdigkeiten

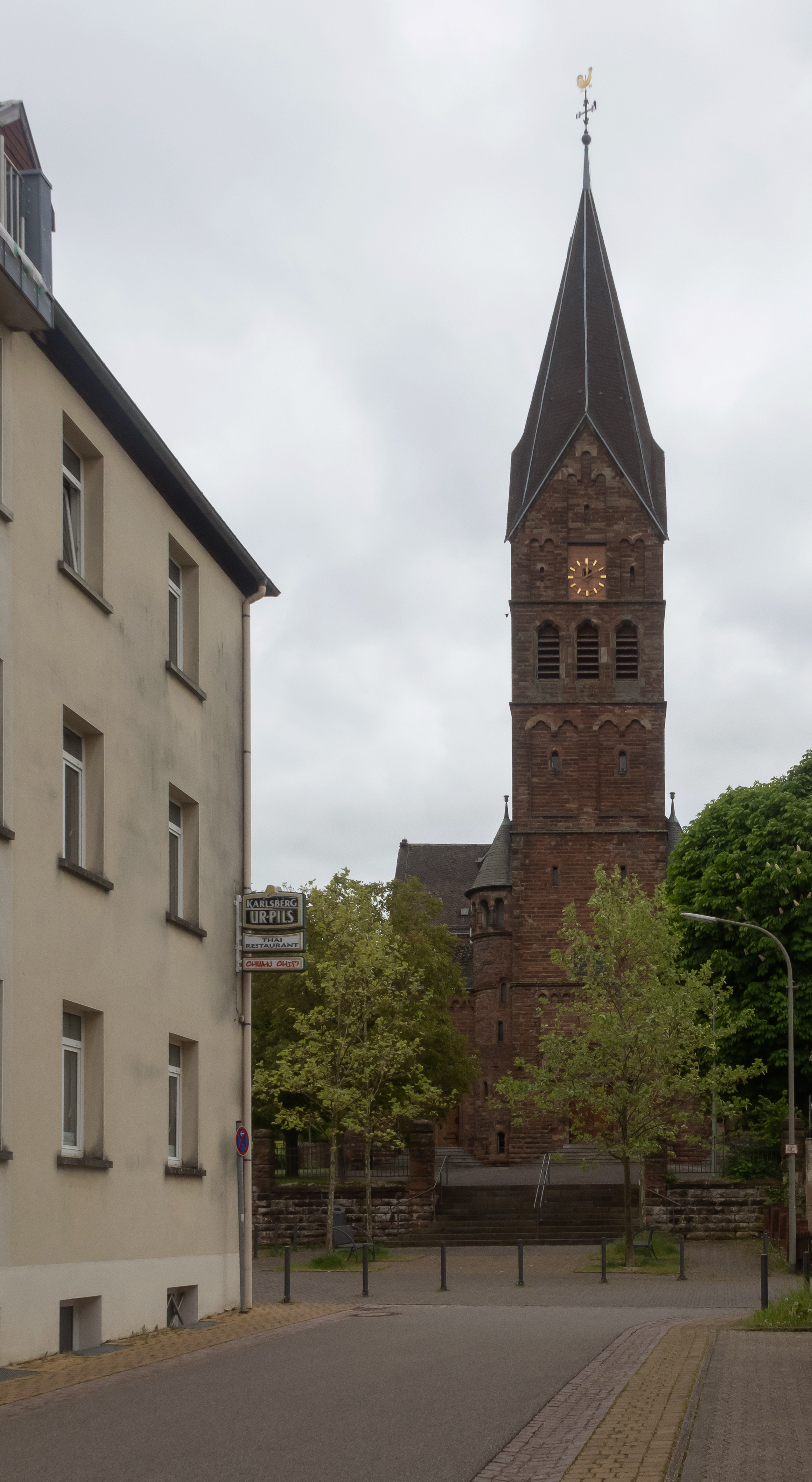
Kleinblittersdorf, die Sankt-Agatha-Kirche

### Baudenkmäler
In der Ortsmitte von Kleinblittersdorf befindet sich die katholische Pfarrkirche St. Agatha.

### Freistaat Carnevalis
Auf einer Saarinsel nahe der französischen Grenze wurde am 31. Juli 1982 von sieben Karnevalisten der Freistaat Carnevalis ausgerufen. Die Universität des Freistaates verlieh den Karnevalsorden Doctor humoris causa. Insel und damit auch Carnevalis sind (angeblich) in ihrer Existenz bedroht. Die Karnevalsgesellschaft Grünschnäbel e. V. war Träger des Freistaates.

### Radio
In Kleinblittersdorf gibt es mehrere Sender. Im oberen Teil des Ortes, neben einer Neubausiedlung, befinden sich die Sendeantennen von Radio Schlagerparadies. Bis zum 18. Dezember 2020 stand nur wenige Meter entfernt der Sendemast von JBM Studios Radio, der aus technischen Gründen abgerissen wurde.